# Pluckley

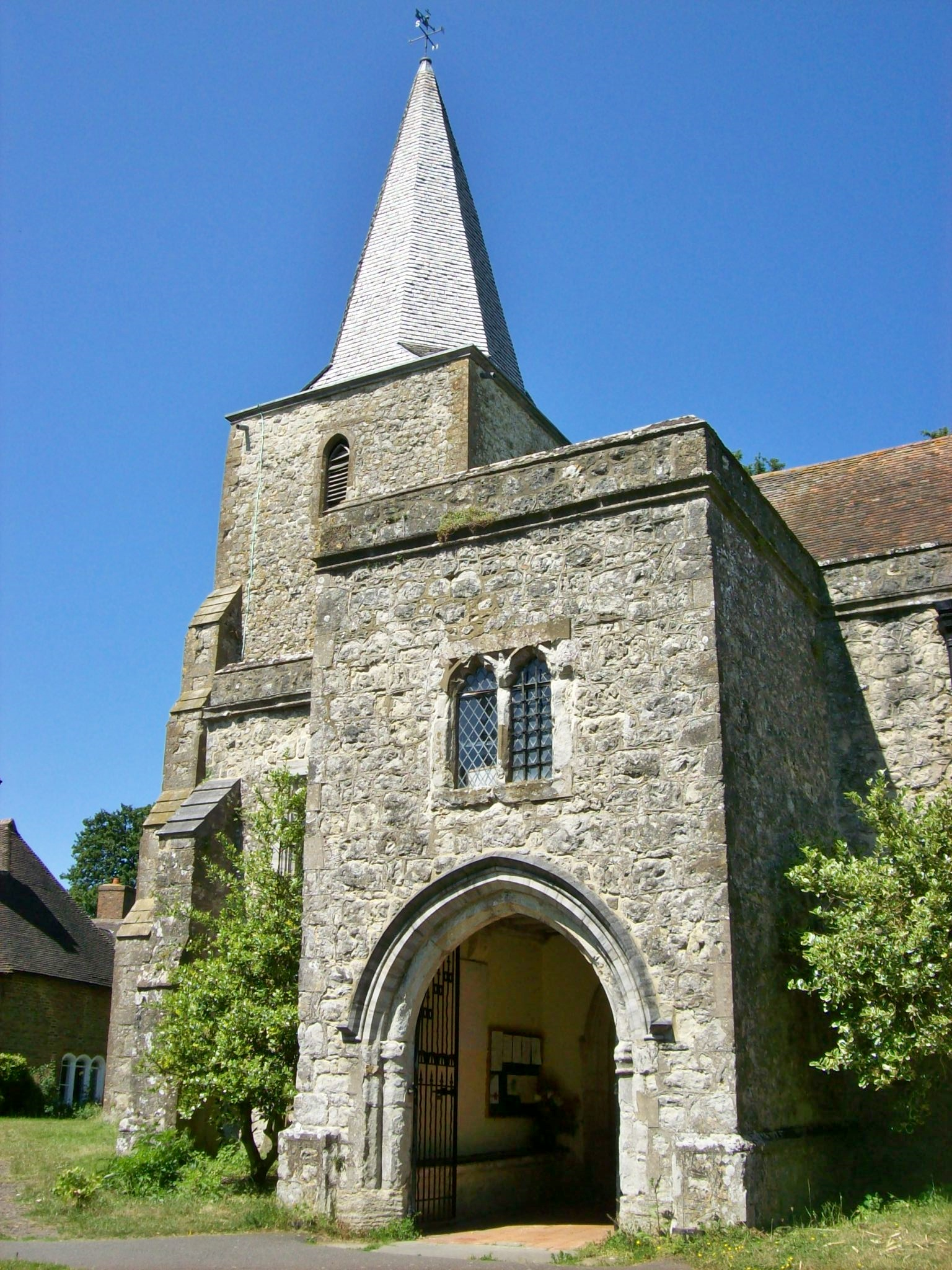
Pluckley (Kent): la chiesa di San Nicola

Pluckley è villaggio con status di parrocchia civile dell'Inghilterra sud-orientale, facente parte della contea del Kent e del distretto di Ashford. La parrocchia civile, formata dai villaggi di Pluckley e Pluckley Thorne, conta una popolazione di circa 1.000 abitanti.
Pluckley è stato proclamato nel 1989 dal Guinness World Records "il villaggio più infestato dai fantasmi d'Inghilterra".

## Geografia fisica

### Collocazione
Il villaggio di Pluckley si trova a circa 8 km a nord-ovest di Ashford.

### Suddivisione amministrativa
- Pluckley
- Pluckley Thorne

## Società

### Evoluzione demografica
Al censimento del 2011, la parrocchia civile di Pluckley contava una popolazione pari a 1.050 abitanti, di cui 699 nel solo villaggio di Pluckley Thorne
La parrocchia civile ha conosciuto un lieve decremento demografico rispetto al 2001, quando contava invece 1.069 abitanti.

## Storia
Il villaggio di Pluckley è menzionato già nel Domesday Book (XI secolo).

## Monumenti e luoghi d'interesse
- Chiesa di San Nicola[2][5]

## Leggende

### I fantasmi di Pluckley
Secondo le credenze popolari, a Pluckley vivrebbero non meno di 12 o 16 fantasmi.
Le leggende sui fantasmi di Pluckley furono diffuse grazie al libro di Frederick Sanders Pluckley Was My Playground, uscito nel 1955.
Tra gli spettri che si aggirerebbero nel villaggio, figurano quello di un bandito di nome Robert Du Bois morto infilzato, quello Signora delle Rose Court, una donna impazzita dopo aver mangiato delle bacche avvelenate, quello della Dama Bianca di Dering, che insieme alla Dama Rossa si aggirerebbe nel cimitero della chiesa di San Nicola, quello di una zingara bruciata mentre stava dormendo, quello di un mugnaio di colore, quello di un colonnello morto suicida tramite impiccagione, ecc.

## Pluckley nella cultura di massa
- A Pluckley è stata girata la serie televisiva The Darling Buds of May[2]